# Geno Kirov
Pour les articles homonymes, voir Kirov.
Geno Kirov (en bulgare Гено Киров) (Kotel, 12 novembre 1866 – Soukhindol, 14 février 1944) est un acteur bulgare, représentant de la première génération de comédiens bulgares professionnels. Il est considéré comme l'un des fondateurs de la récitation rythmée (художествената рецитация) en Bulgarie.

## Biographie
Il termine le lycée à Sliven et en 1884 il travaille brièvement comme enseignant dans sa ville natale.
En 1890, il devient comédien dans la troupe de l'opéra-théâtre de Sofia. En 1895, il reçoit une bourse pour une formation en art dramatique au Théâtre Maly de Moscou, où il est l'élève d'Alexandre Lenski.
En 1899, il fait ses débuts au théâtre Rire et Larmes de Sofia avec le rôle du tsar Ivan le Terrible dans la pièce d'Alexandre Ostrovski Vassilissa Melentieva. À partir de 1904 et jusqu'à la fin de sa vie, il joue sur la scène du théâtre national de Sofia, où il compte avec sa femme Vera Ignatievna parmi les plus figures théâtrales les plus importantes dans les années 1920 et 1930.

## Rôles les plus célèbres
- La Puissance des ténèbres de Léon Tolstoï : Akim
- Une place lucrative d'Alexandre Ostrovski : Belogoubov
- Le Barbier de Séville de Beaumarchais : docteur Bartolo
- Vassilissa Melentieva d'Alexandre Ostrovski : Ivan le Terrible
- Le Revizor de Nicolas Gogol : Ivan Kouzmitch et Ossip
- Golemanov de Stefan Lazarev Kostov : Krivodrenski
- Aux pieds de Vitosha de Peyo Yavorov : Marko Petrovitch
- Tartuffe de Molière : Orgon
- Les Philistins de Maxime Gorki : Pertchihin
- Hamlet de William Shakespeare : Polonius
- Les Exilés d'Ivan Vazov : Strandjata

Sur la scène du théâtre national de Sofia, il met en scène L'Avare de Molière, Scrupules d'Octave Mirbeau, Le Miracle de saint Antoine de Maurice Maeterlinck, Madame Sans Gêne de Victorien Sardou, Belle-mère d'Anton Strachimirov, entre autres.
En plus de son métier de comédien, Kirov a traduit des pièces classiques russes et a été critique et pédagogue de théâtre. Il est l'auteur d'une méthode en quatre parties pour les acteurs (1907-1926).
Des rues à Sofia et à Kotel portent son nom.

## Sources
- (bg) Cet article est partiellement ou en totalité issu de l’article de Wikipédia en bulgare intitulé « Гено Киров » (voir la liste des auteurs).